# Gordon MacRae
Albert Gordon MacRae (12 de marzo de 1921 - 24 de enero de 1986) fue un actor y cantante estadounidense, conocido sobre todo por sus actuaciones en filmes musicales de la década de 1950. 

## Biografía
Nacido en East Orange, Nueva Jersey, MacRae se graduó en la Deerfield Academy en 1940 y sirvió como navegante aéreo en las Fuerzas Aéreas del Ejército de los Estados Unidos durante la Segunda Guerra Mundial. Debutó en Broadway mediada la década de 1940, consiguiendo poco después su primer contrato para hacer grabaciones. Muchos de sus éxitos fueron grabados junto a Jo Stafford. Fue en 1948 cuando actuó en su primer film, The Big Punch, un drama no-musical sobre el boxeo. Pronto empezó una asociación en pantalla con la actriz Doris Day, con la que actuó en varias películas. En 1953 trabajó junto a Kathryn Grayson en la tercera versión cinematográfica de The Desert Song. Tras ello participó en dos importantes películas musicales de Richard Rodgers y Oscar Hammerstein II, Oklahoma (1955) y Carousel (1956), ambas con Shirley Jones. En este momento el alcoholismo interfirió en su carrera y rodó menos títulos musicales, aunque MacRae actuó con frecuencia en televisión, y finalmente superó su adicción. También hizo giras teatrales veraniegas y actuó en clubes. En 1967 reemplazó a Robert Preston en la versión original en Broadway del musical I Do! I Do!, trabajando junto a Carol Lawrence, la cual hacía el papel en sustitución de Mary Martin.
Se casó en 1941 con la actriz Sheila MacRae, de la cual se divorció en 1967. Ese mismo año se casó con Elizabeth Lamberti Schrafft, durando el matrimonio hasta el fallecimiento de él. Entre sus hijos figuran las actrices Heather MacRae y Meredith MacRae.
MacRae fue considerado por algunos mejor actor que la mayoría de las estrellas musicales cinematográficas, y de manera ocasional interpretó papeles no-musicales, especialmente en sus últimos años. En la década de 1970, por ejemplo, interpretó a un asesino en la popular serie televisiva McCloud y, aprovechando su experiencia como alcohólico, tuvo un papel de reparto en la película de 1979 The Pilot, interpretada por Cliff Robertson en el papel de un piloto alcohólico. Este fue su último film.
Siguió grabando y actuando hasta casi el final de su vida. Falleció a causa de un cáncer de boca en su domicilio de Lincoln (Nebraska) a los 64 años de edad.

## Filmografía
- The Big Punch (1948)
- Look for the Silver Lining (1949)
- Backfire (1950)
- The Daughter of Rosie O'Grady (1950)
- Return of the Frontiersman (1950)
- Tea for Two (1950)
- The West Point Story (1950)
- On Moonlight Bay (1951)
- Starlift (1951) (Cameo)
- About Face (1952)
- By the Light of the Silvery Moon (1953)
- The Desert Song (1953)
- Three Sailors and a Girl (1953)
- Oklahoma (1955)
- Carousel (1956)
- The Best Things in Life Are Free (1956)
- Zero to Sixty (1978)
- The Pilot (1980)

Cortos:
- The Screen Director (1951)
- Screen Snapshots: Fun in the Sun (1952)
- Joe McDoakes (1953)

## Grabaciones

### En solitario
- "Hair of Gold, Eyes of Blue"
- "It's Magic" (el mayor éxito de Doris Day, también cantado por Tony Martin)
- "Rambling Rose"
- "The secret"

### Junto a Jo Stafford
- "'A' — You're Adorable" (la versión más conocida es de Perry Como)
- "Dearie"
- "My Darling, My Darling"
- "Say Something Sweet To Your Sweetheart"
- "Whispering Hope"
- "Echoes"